# Nicolas Crosbie
Nicolas Crosbie, né le 2 avril 1980 à Niort, est un coureur cycliste français, professionnel de 2005 à 2008.

## Palmarès
- 2000
  - 2e du championnat du Poitou-Charentes
- 2001
  - Prix de Beauchabrol
  - 3e du Prix de la Saint-Laurent Espoirs
- 2002
  - 4e étape de l'Essor breton
- 2003
  - 2e de Nantes-Segré
  - 2e du Grand Prix de Montamisé
- 2004
  - Circuit U Littoral
  - Tour du canton de Hautefort
  - 9ea étape du Tour de Guadeloupe
  - 2e du Tour des Landes
- 2006
  - 3e de la Polynormande
- 2009
  - 4e étape de l'Essor breton
  - Prix de La Trimouille
  - 3e de l'Essor breton
- 2010
  - Circuit des Vignes

## Résultats sur les grands tours

### Tour d'Italie
1 participation
- 2007 : 89e

## Classements mondiaux
| Année           | 2006 | 2007 | 2008 | 2009 | 2010   |
| --------------- | ---- | ---- | ---- | ---- | ------ |
| UCI Europe Tour | 440e |      |      |      | 1 013e |